# Knutt
Der Knutt (Calidris canutus), auch Knuttstrandläufer genannt, ist ein Vogel aus der Familie der Schnepfenvögel (Scolopacidae).
Der Knutt ist im Wattenmeer Dänemarks, Deutschlands und der Niederlande ganzjährig ein Gastvogel, gelegentlich finden sich bis zu 200.000 Individuen ein. Im Ostseebereich findet sich dagegen nur eine sehr geringe Zahl an Knutts ein.

## Beschreibung

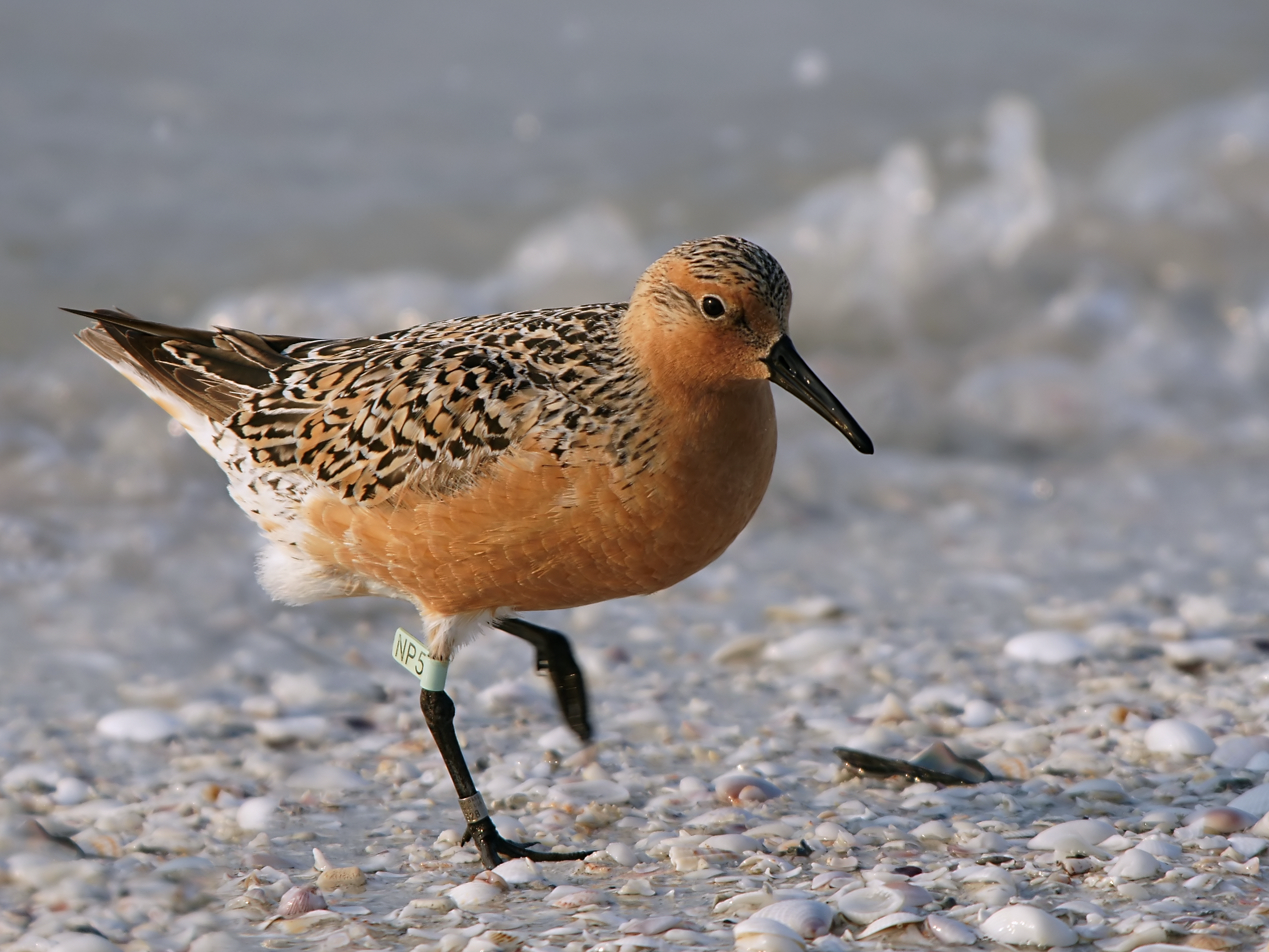
Calidris canutus im Brutkleid

Der Knutt ist ein gedrungener, etwa amselgroßer Strandläufer mit kurzem Hals. Er erreicht eine Körperlänge von 23 bis 26 Zentimetern. Die Flügelspannweite beträgt 57 bis 62 Zentimeter. Das Gewicht variiert zwischen 115 und 165 Gramm.
Der Schnabel ist relativ kurz und gerade. Um die Schnabelbasis verläuft ein blasser, fast weißer Ring. Die graugrünen Beine sind kurz. Im Ruhekleid ist die Oberseite des Vogels aschgrau mit hellen Federsäumen, die Unterseite weißlich mit schwacher grauer Streifung an Brust und Flanken. Im sommerlichen Brutkleid beider Geschlechter ist die Oberseite schwarz mit rötlichen Federsäumen, der Kopf und die Unterseite färben sich rostrot.
Im Flug – die Schwärme sehen aus wie Wolken – werden die weißen Flügelbinden und der graugesprenkelte Bürzel und Schwanz sichtbar. Vom Alpenstrandläufer unterscheidet sich Calidris canutus durch die bedächtigere Art der Nahrungssuche, auch bleiben die Vögel dichter beisammen. Die Jungvögel ähneln in der Gefiederfärbung dem Ruhekleid der Altvögel, doch die Oberseite ist bräunlich mit schwarz-weißen Federsäumen und dunklem Mittelstrich, die Flanken sind beigefarben. Die Beine sind olivgelb gefärbt.
Die Dunenjungen sind auf der Körperunterseite weiß. Bei einigen Individuen ist die Kehle sandfarben. Der Kopf ist rahmfarben. Der Oberkopf ist unregelmäßig braun gefleckt und gestreift. Eine dunkle Linie verläuft vom Schnabel zum Scheitel. Der Zügelstreif ist dunkel und schmal, darunter befindet sich ein dunkler Bartstreif. Der Nacken ist weißlich und der Rücken ist grau- und schwarzbraun marmoriert und weist zahlreiche rahmweiße feine Punkten auf. Die Iris ist dunkelbraun. Der Schnabel ist gelblich mit schwärzlicher Spitze. Die Beine und Zehen sind gräulich gelb.
Im Brutkleid ähneln Knutts dem Sichelstrandläufer, allerdings sind Knutts etwas größer und gedrungener gebaut. Sie haben außerdem einen kürzeren und vor allem geraderen Schnabel. Ihre Füße sind heller als die des Sichelstrandläufers.

## Lebensraum
Der Knutt brütet überwiegend in Grönland, Kanada, Alaska und Sibirien in der Tundra. Er ist ein extremer Langstreckenzieher und macht im Frühjahr und im Herbst am Wattenmeer an der Nordseeküste Zwischenstation. Sein Überwinterungsgebiet liegt in Süd-West-Afrika.

## Unterarten und deren Verbreitung
Es gibt sechs Unterarten des Knutts (hier nach Größe geordnet)
- C. c. roselaari (größter)
- C. c. rufa
- C. c. canutus
- C. c. islandica
- C. c. rogersi
- C. c. piersmai (kleinster)

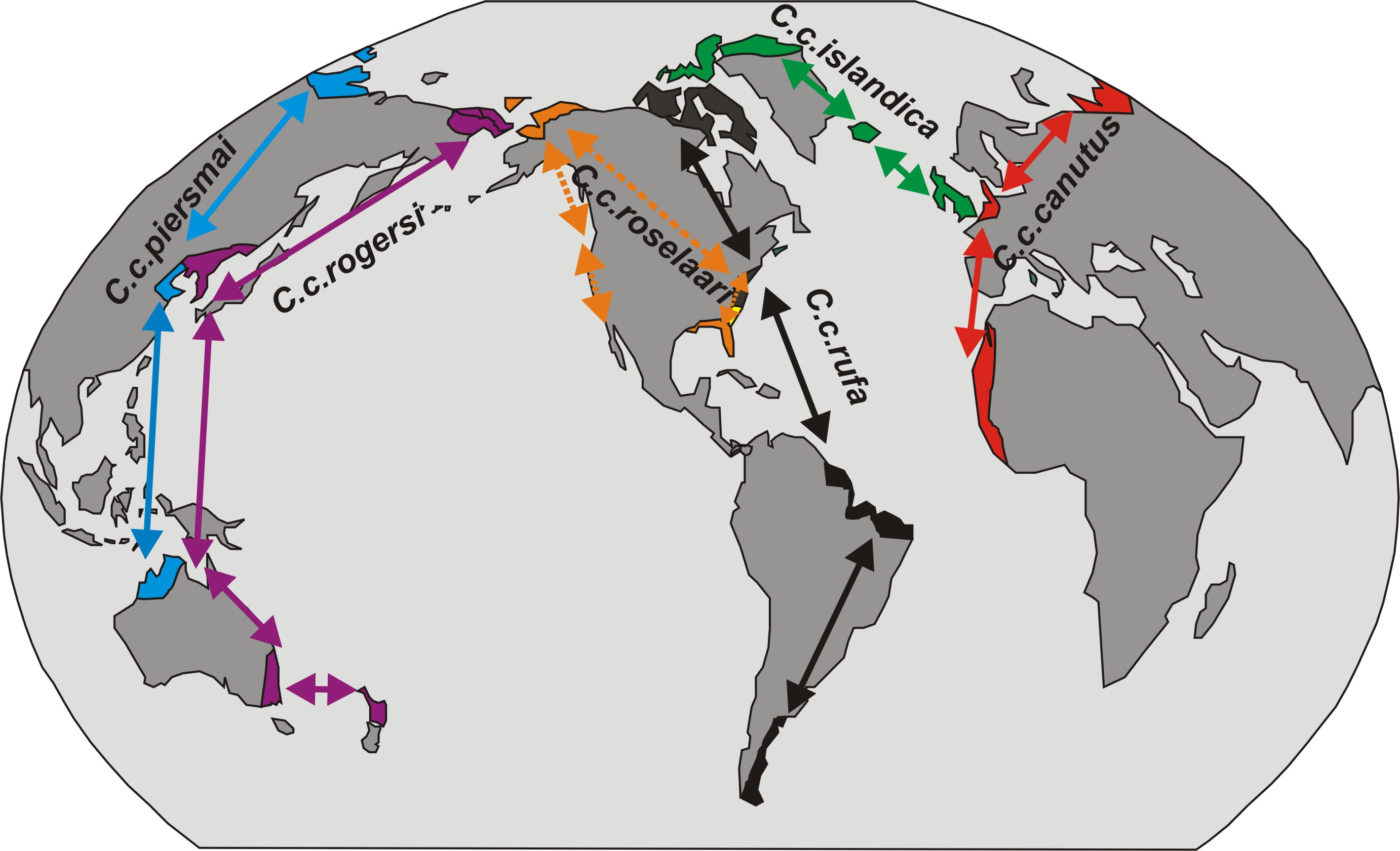
Verbreitungskarte und Zugwege der Unterarten

C. c. piersmai brütet in Nordsibirien und zieht, mit Rast im Delta des Gelben Flusses in China, nach Nordwest-Australien, wo er auf Schlammflächen an der Küste überwintert. C. c. rogersi brütet im äußersten Nordosten Sibiriens und zieht, ebenfalls entlang der chinesischen Küste, nach Südost-Australien und Nord-Neuseeland zum Überwintern.
C. c. roselaari brütet im hohen Norden Alaskas und zieht über die Bucht von Delaware im Nordosten der USA in die Überwinterungsgebiete nach Florida. Es ist zurzeit nicht klar, ob diese Unterart auch entlang der amerikanischen Pazifikküste zieht, um möglicherweise in Mittelamerika zu überwintern. Die Unterart C. c. rufa brütet im Nordosten Kanadas, rastet auf dem Durchzug ebenfalls in der Bucht von Delaware, um dann, mit einer weiteren, kurzen Rast in Brasilien, nach Argentinien zu ziehen.
C. c. islandica brütet in Nordgrönland und fliegt, mit einem Stopp in Island und möglicherweise auch in Norwegen, nach Großbritannien und Nordwesteuropa, wo diese Art im Wattenmeer auf den weiträumigen Schlammflächen überwintert. Das Brutgebiet von C. c. canutus liegt in Nordsibirien, jedoch westlich des Brutgebietes von C. c. piersmai. C. c. canutus zieht nach Westafrika, wo er auf Schlammflächen entlang der Küste überwintert. Das Wattenmeer ist für diese Unterart ein wichtiges Rastgebiet.

## Nahrung
Die Nahrung besteht hauptsächlich aus Muscheln und Wattschnecken. Der Knutt verschluckt seine Beute komplett und zerbricht die Schalen im Muskelmagen. Im Brutgebiet ernähren sich Knutts von Bodenarthropoden.

## Brutbiologie

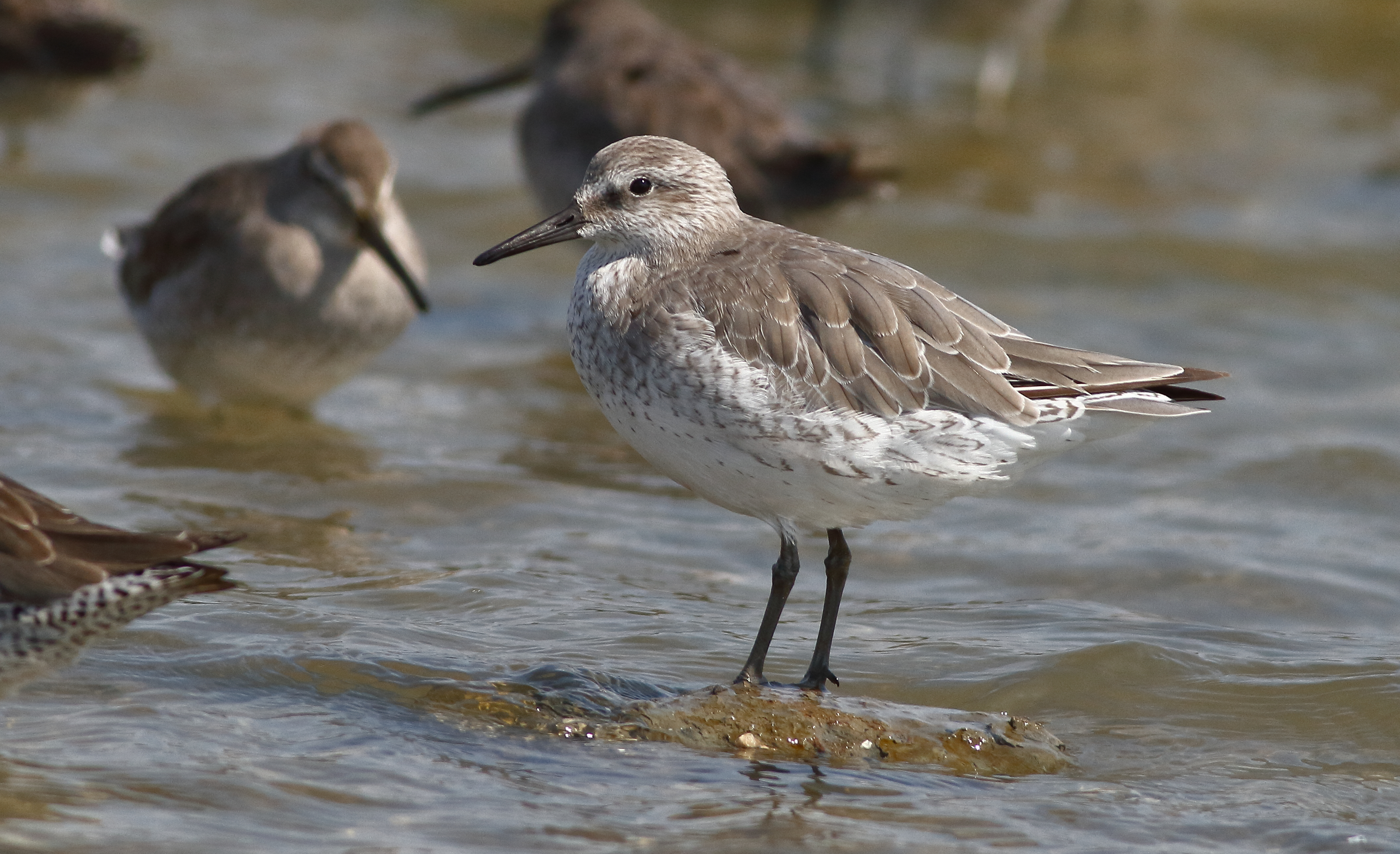
Knutt im Ruhekleid

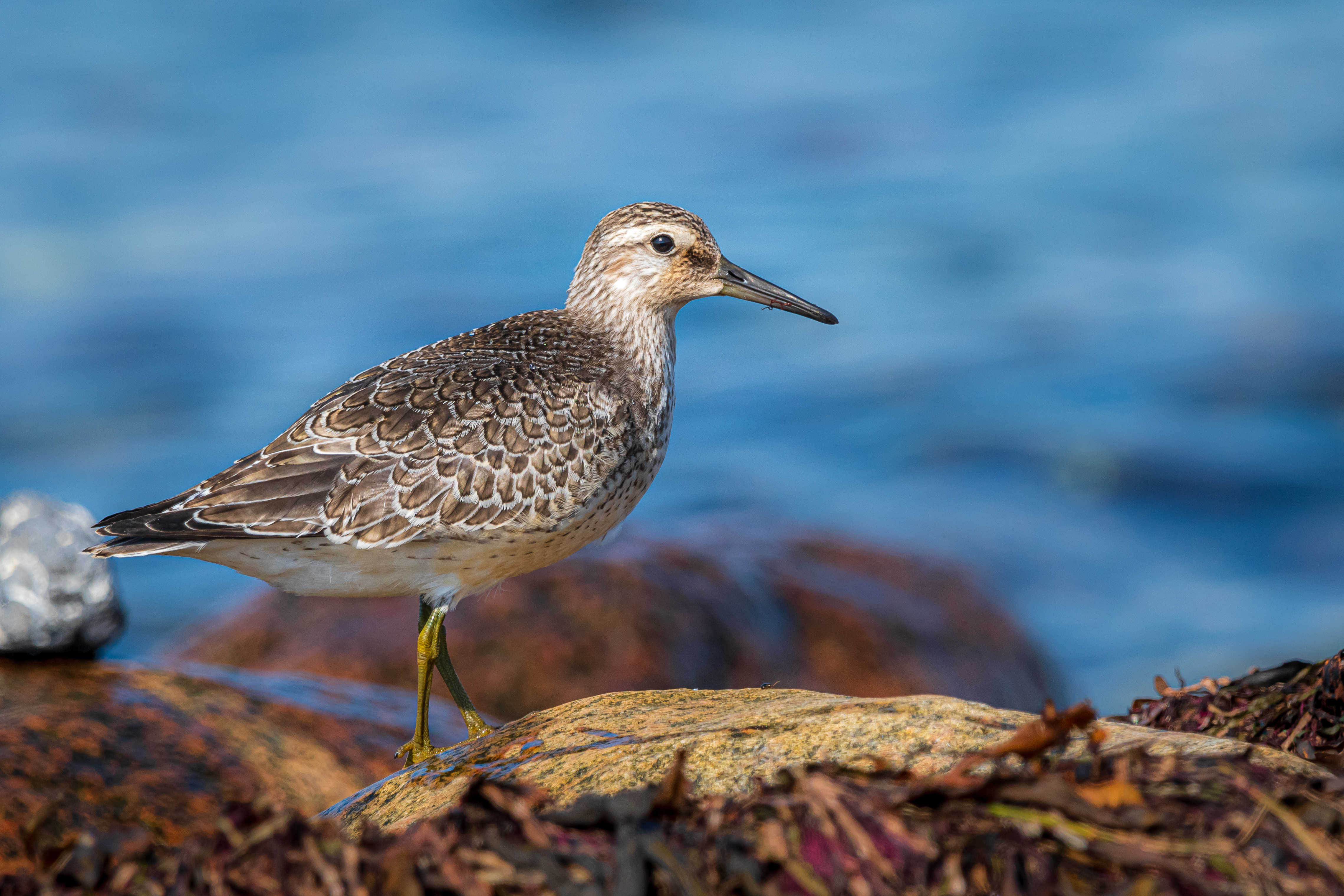
Knutt im Jugendkleid

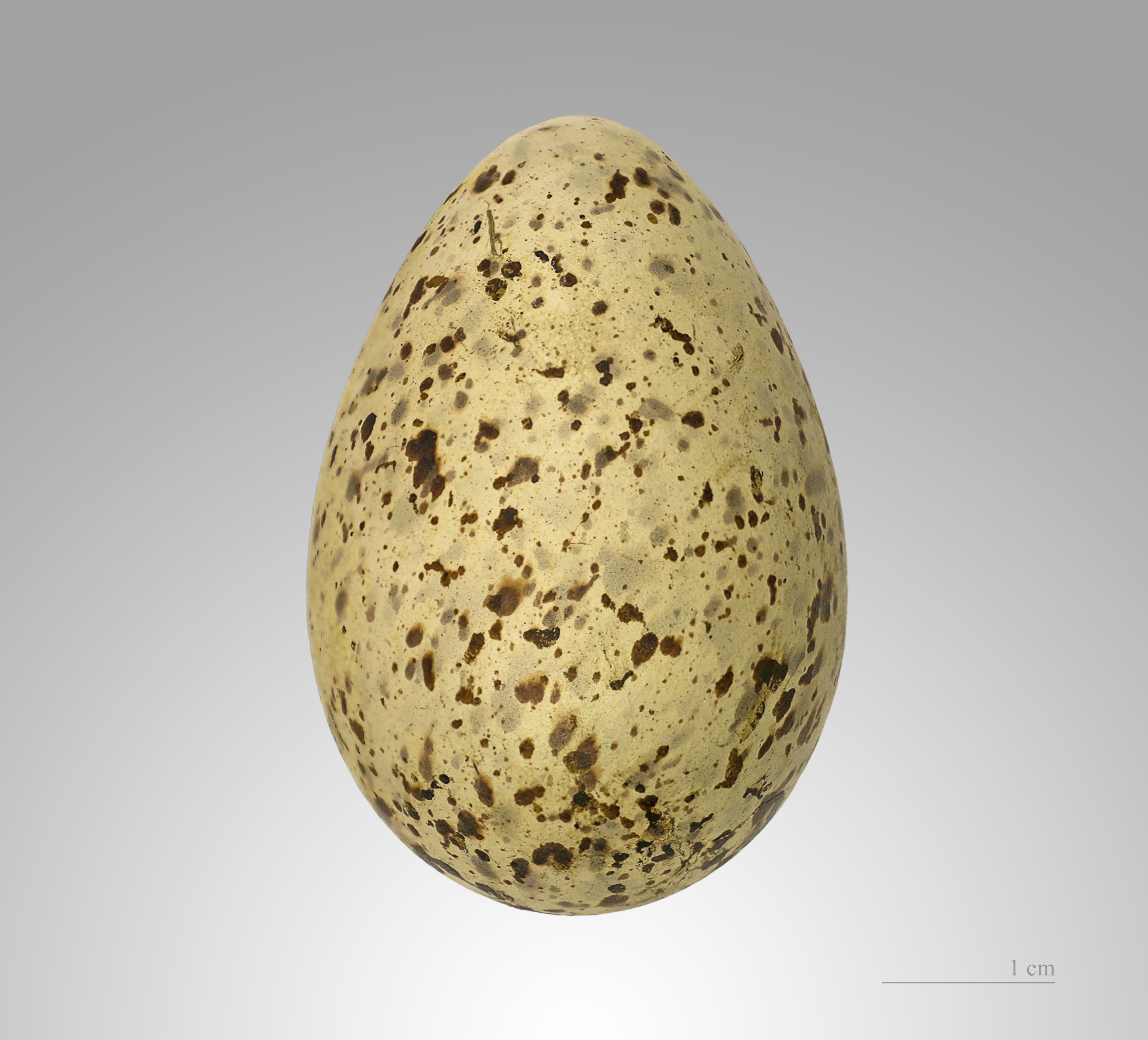
Calidris canutus

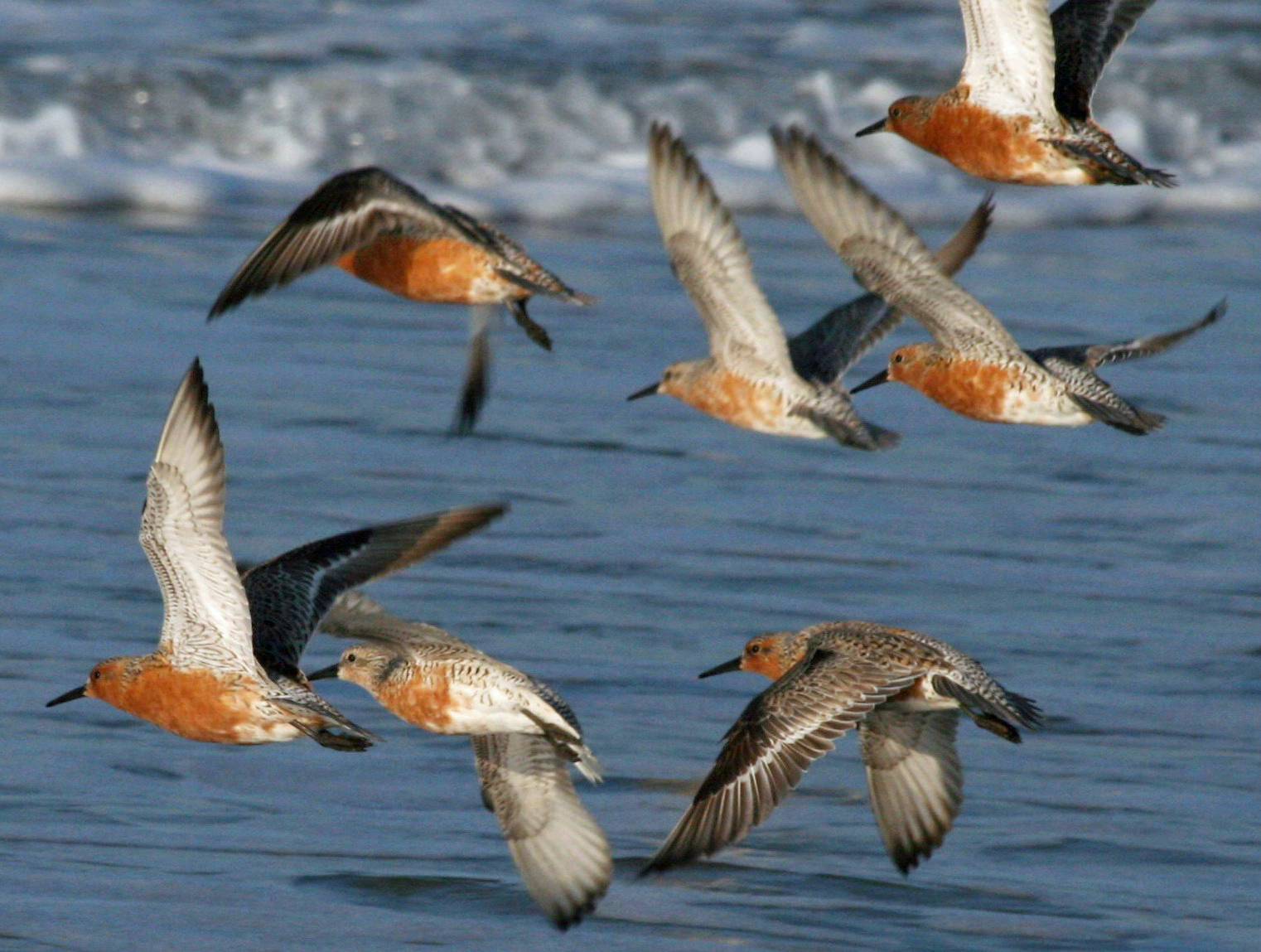
Auffliegende Knutts

Knutts brüten in den großflächigen Tundragebieten Sibiriens, Grönlands, Kanadas und Alaskas. Die Vögel brüten vereinzelt, zum Teil mehrere Kilometer voneinander entfernt. Das Weibchen legt drei bis vier Eier in eine mit Moos gepolsterte Mulde am Boden. Beide Eltern brüten auf dem Nest, allerdings verlässt das Weibchen das Nest, kurz bevor die Jungen schlüpfen. Die Küken sind Nestflüchter und ernähren sich vom ersten Tag an selbst. Sobald die Jungen flügge werden, beginnt auch das Männchen mit dem Rückzug in die Wintergebiete. Die Jungtiere folgen einige Tage oder Wochen später ohne die Alttiere.

## Anpassungen an eine extreme Lebensweise
Der Knutt ist eine der Vogelarten, die die längsten Strecken zwischen Brut-, Rast- und Überwinterungsgebieten nonstop zurücklegen. Diese Strecken können bis zu 5.000 Kilometer betragen. Um diese enorme Leistung zu vollbringen, hat der Knutt einige besondere Fähigkeiten und Merkmale ausgebildet. Vor einem solchen Langstreckenflug fressen Knutts auf Watt- oder Schlammflächen immense Mengen. Dadurch nehmen sie bis auf das Doppelte ihres Normalgewichtes zu. Überall im Körper werden Fettdepots angelegt, die dem Vogel während des Nonstop-Fluges Energie spenden. Um im Körper Platz für diese enorme Fettreserve zu schaffen und überflüssigen Ballast zu vermeiden, verkleinern Knutts sogar ihre inneren Organe. So können Knutts die Größe ihres Muskelmagens verändern. Diese Veränderung wird durch die Art der Nahrung, die die Vögel aufnehmen, ausgelöst. Die Aufnahme von harter Nahrung, wie zum Beispiel Muscheln mit harter Schale, führt zu einer Vergrößerung und Verstärkung der Muskeln, die diese Muschelschalen knacken. Weiche Nahrung wie zum Beispiel Wattwürmer führen zu einer Verkleinerung des Magens und somit zu einer Verringerung des Gewichtes, was wiederum das Speichern von mehr Fettdepots und somit das Zurücklegen größerer Strecken ermöglicht.

## Bestand
Der europäische Gesamtbestand wird auf etwa 15.000 bis 30.000 Brutpaare geschätzt. Sie brüten fast ausschließlich auf Grönland, einige wenige Paare brüten außerdem auf Spitzbergen.

## Namensherkunft
Eine lautmalerische Benennung nach dem Klang der Rufe des Knutt ist ebenfalls naheliegend. „Sie rufen im Flug weich und gedämpft ‚knut-knut‘“.

## Belege

### Einzelbelege
1. ↑  Richard Sale: A Complete Guide to Arctic Wildlife, Christopher Helm, London 2006, S. 183.
2. ↑  Detlef Singer: Welcher Vogel ist das?, Kosmos, 2017, S. 168.
3. ↑  Harrison u. a, S. 137.
4. ↑  Richard Sale: A Complete Guide to Arctic Wildlife, Christopher Helm, London 2006, S. 183.
5. ↑  Bauer u. a, S. 525.
6. ↑  Detlef Singer: Welcher Vogel ist das?, Kosmos, 2017, S. 168.